# Hautbois
Pour l’article ayant un titre homophone, voir Au bois.
Le hautbois est un instrument de musique à vent de la famille des bois, de perce conique et dont le son est créé par la vibration d'une anche double au passage du souffle. Son timbre peut être puissant et sonore ou doux et charmeur, clair ou plein de rondeur et de chaleur. Le musicien jouant de cet instrument est un hautboïste.
Connu dès l'Antiquité, l'instrument a évolué dans l'espace et dans le temps avec une diversité qui n'a d'égale que la créativité des civilisations et cultures dans lesquelles cet instrument est encore utilisé de nos jours. Les hautbois traditionnels (bombarde, duduk, gaïta, hichiriki, zurna) et les hautbois modernes (musette, hautbois, hautbois d'amour, cor anglais, hautbois baryton, hautbois baroque, hautbois classique) forment une grande famille aux multiples facettes.
On l'utilise en solo, musique concertante, musique de chambre, orchestre symphonique, orchestre d'harmonie ou bande de hautbois. Le terme « hautbois moderne » désigne, dans l'orchestre, l'ensemble de la famille.
Si le hautboïste utilise suffisamment d'air et de technique, il peut faire en sorte que son instrument atteigne entre 80 et 102 décibels.
Les œuvres pour hautbois sont essentiellement issues des répertoires baroque (Jean-Sébastien Bach) et classique (Wolfgang Amadeus Mozart), puis du renouveau du XIXe siècle (Robert Schumann) à nos jours (Nicolas Bacri).
Le nom hautbois désigne aussi l'un des jeux d'anche de l'orgue, et également le tuyau sur lequel la mélodie est jouée à la cornemuse.

## Histoire

### Antiquité

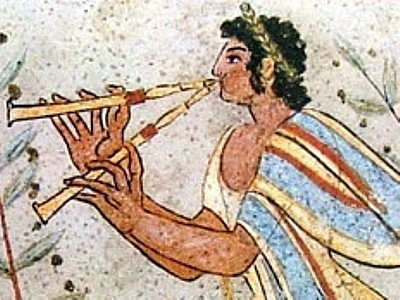
Tombe étrusque
de Leopardi (détail).

De nombreux vestiges offrent des représentations de joueurs égyptiens. Ils seraient les plus anciens connus.
Les aulètes grecs, jouant de l'aulos, instrument simple ou double, sont mentionnés, entre autres, par Homère dans l'Iliade : « Et l'on entend sur Thèbes en flammes le son des auloi ». Les tibiquènes[Quoi ?][réf. nécessaire] sont des joueurs de tibiae romains, copiés de l'aulos grec.

### Le hautbois dans le monde
Les zurnas (ou zurla) se jouent encore aujourd'hui en Turquie, en Tunisie, en Algérie ou en Macédoine. Les duduks (de perce cylindrique comme l'aulos ou le hichiriki de la musique gagaku japonaise) se trouvent dans le Caucase joués par les Arméniens, les Azerbaïjanais et les Kurdes. Les toroksips et les tárogatós sont joués en Hongrie. Les surnajs se jouent en Russie. Les alghaitas se retrouvent dans toute l'Afrique et même jusqu'en Birmanie. Les shenaïs sont utilisés dans la musique traditionnelle du nord de l'Inde, les nagasvarams plus au sud. La Thaïlande a ses pinais. En Chine, ce sont les suonas et au Japon les hichirikis. À Cuba, la trompette chinoise est une sorte de suona chinois jouée durant les carnavals. En Bretagne (France), la bombarde est traditionnellement sonnée en couple avec la cornemuse biniou. Dans les Landes, le hautbois traditionnel est appelé tchalemine mais il n'est pratiquement plus joué ; il en va de même pour le clarin pyrénéen. Le graïle est quant à lui toujours bien vivant en Languedoc et accompagne notamment les joutes nautiques de Sète. « Graile » est une appellation impropre pour le hautbois du Bas-Languedoc joué aux joutes (appellation entre autres évoquée par Léonce Baumadier) dont le nom est « auboi » (prononcé /obɔj/). Le graile est le hautbois du Haut-Languedoc (Tarn et Lacaune). On trouve aussi en Ariège l'aboès et dans le Lot l'amboesa (appelé aussi grailon, prononcé /gʁajlu/). Enfin, on trouve dans la famille des hautbois catalans les grallas, joués pour les castells entre autres, le tible et la ténora qui sonnent dans les coblas.

### Évolution du hautbois en Europe

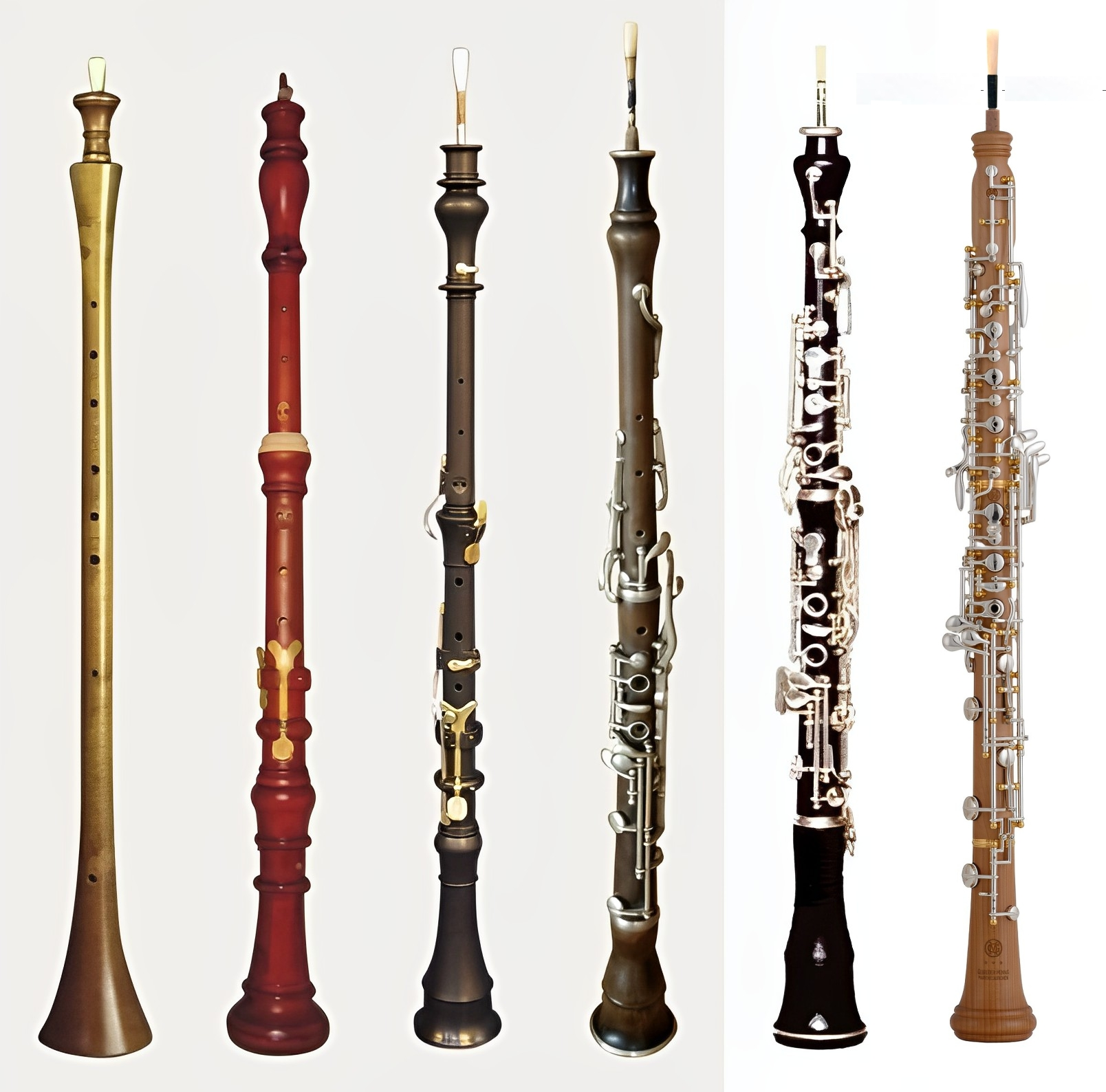
Hautbois Renaissance (chalemie), hautbois baroque, hautbois classique début XIXe siècle, hautbois viennois début XXe siècle, hautbois viennois fin XXe siècle et hautbois moderne.

À partir du XIIe siècle, l'observation des enluminures des manuscrits monastiques, des tapisseries, des sculptures et des tableaux, où les représentations des différents hautbois ne manquent pas, donne une idée assez précise des instruments joués suivant les circonstances et les périodes (les musettes du Cantigas de Santa Maria par exemple).
Déclinée en consort (dessus, haute-contre, taille, basse…), la chalemie, appelée aussi hautbois ancien, tournée d'une seule pièce, de perce large surtout au pavillon, donnera naissance aux discants, aux cromornes, aux ciaramellas ou aux pifferi italiens, aux dulzainas ou aux gralles catalanes, mais aussi aux bombardes, hautbois du Poitou ou autres hautbois du Languedoc… Hautbois est également le nom donné au tuyau mélodique de la cornemuse, du biniou, de la veuze ou de la musette baroque.

#### Naissance du hautbois baroque
En France, les chalemies et les cromornes font partie de l'univers musical de la cour des rois jusqu'aux fêtes de hameau ; le hautbois du Poitou distrait les soirées du roi Louis XI, les musettes font danser les paysans.
À partir de 1650, les familles Hotteterre et Philidor, facteurs d'instruments, compositeurs, musiciens virtuoses, membres de la Musique de la Chambre & de la Grande Écurie du Roy, vont faire évoluer l'instrument, le divisant en trois parties (corps du haut, corps du bas et pavillon), affinant la perce, ajustant le trou des notes, ajoutant une clé de do grave en forme de W (permettant l'alternance de la position des mains) et une clé de mi . Abandonnant définitivement les « pirouettes » et les « capsules », ils imposent le contrôle de l'anche par les lèvres pour exprimer toutes les finesses du son (différence révolutionnaire avec tous les autres instruments de la famille). Ils sont considérés comme les créateurs du hautbois baroque.
En 1664, Jean-Baptiste Lully, surintendant de la Cour, écrit une marche pour ces nouveaux hautbois, les intègre à « La Grande Écurie du Roy » de Louis XIV, institution datant de François Ier, supprimant progressivement les pupitres des instruments plus anciens, comme les cromornes. Déclinés en plusieurs tailles, ils font également leur entrée dans la musique des mousquetaires et dès lors, avec les bassons, prennent leur essor dans l'Europe entière. Si les bandes de hautbois (surtout militaires) sont appréciées, l'instrument s'impose surtout dans l'orchestre symphonique naissant, accompagnant les fêtes, les opéras, les ballets de cour, les oratorios, les cantates… Il triomphe également comme soliste, en sonates, en concertos et en musique de chambre.
De nombreux compositeurs de l'époque baroque vont écrire pour ces hautbois, hautbois d'amour, de chasse (« da caccia »), cors anglais, tailles de hautbois et hautbois barytons (plus rares, mais certains ayant déjà, vers 1680, la forme du saxophone). Le XVIIIe siècle sera véritablement l'âge d'or du hautbois.

#### Le hautbois classique
Le hautbois de la période classique, du milieu du XVIIIe siècle au début du XIXe siècle, ne varie pas beaucoup, en apparence extérieure, par rapport à son prédécesseur. En Italie et en Allemagne, pour simplifier les doigtés, particulièrement les « fourches » et les trilles, pour augmenter la tessiture (jusqu'au contre-fa) avec des recherches très empiriques, les clés deviennent progressivement plus nombreuses (do  grave, fa, sol , clé de liaison), mais globalement, la forme et la perce restent relativement les mêmes. Il n'est d'ailleurs pas rare que les clés soient rajoutées longtemps après la fabrication de l'instrument. En France, le hautbois à deux clés reste l'instrument joué jusqu'à la révolution, et le hautbois à 4 clés puis à 8 clés pendant toute la première moitié du XIXe siècle reste la norme. La perce du hautbois classique est plus fine et permet au hautbois de monter plus facilement dans l'aigu.

#### Le hautbois moderne

Principales clefs du hautbois moderne (modèle « conservatoire »).

Clefs supplémentaires par rapport à un hautbois d'étude.

Au début du XIXe siècle, la facture des instruments de la famille des bois subit une révolution fondamentale : Theobald Boehm invente pour la flûte traversière un système de clés et de plateaux pour boucher les différents trous. Le diamètre des trous ne dépend plus de la largeur des doigts et un plateau peut commander l'ouverture ou la fermeture de plusieurs trous. Un système de tringle pivotante, muni de ressorts plats ou en aiguille, permet d'actionner le bouchage des trous hors d'atteinte.
Pour le hautbois, après quelques tâtonnements, ce sont Guillaume Triébert et ses fils Charles-Louis (professeur de hautbois au Conservatoire de Paris) et Frédéric qui adaptent, perfectionnent et font évoluer le mécanisme, repensant également la perce. Leurs successeurs, Frédéric Triébert et François et Lucien Lorée, fabriquent le modèle à plateaux. Georges Gillet en fait le hautbois officiel du conservatoire de Paris, qui est depuis surnommé « modèle conservatoire » ou « Gillet » ; il sera rapidement adopté par tous les hautboïstes. Gillet a également donné son nom à une des clefs : la clef Gillet est une clef de do maintenue par l'annulaire droit, ce qui libère l'auriculaire et permet, par exemple, un trille do-do .

## Organologie
Le terme « hautbois » désigne tout instrument à anche double mise directement dans la bouche ou enfermée dans une « capsule » (tube recouvrant l'anche, comme l'alboka basque), mise en vibration par le souffle. Parfois, les lèvres s'appuient sur une pirouette – anneau de cuir, d'os ou de métal fixé au milieu du bocal (tube sur lequel est ligaturée l'anche), dans le cas du jeu avec le souffle continu, afin que les lèvres du joueur puisse s'appuyer. En occident et dans le monde arabo-musulman, les hautbois sont de perce conique et l'instrument octavie quand le son est forcé, tandis que le hautbois à perce cylindrique comme le duduk du Caucase, le hichiriki japonais (et la clarinette qui est à anche simple) quintoient. Le corps de l'instrument est en os (voire en ivoire pour certains aulos et tibia), en corne (le pavillon et parfois la partie proche de la bouche), en roseau, en bois, en matière synthétique, plus rarement en métal. Le timbre peut être extrêmement sonore ou au contraire très doux : une diversité qui n'a d'égale que la grande variété des instruments issus des différentes civilisations et des nombreuses cultures dans lesquelles il est encore utilisé actuellement.

### Un bois
Pour le hautbois occidental, les facteurs ont recherché les bois les plus durs, de grande densité, avec des fibres fines et régulières comme essentiellement le buis, mais aussi le merisier (cerisier sauvage), le bois de rose (palissandre) ou le poirier. Certains hautbois baroques ont même été tournés en ivoire.
Au XIXe siècle, l'ajout des clés et la multiplicité des trous a imposé le bois le plus résistant : l'ébène, plus précisément le bois de grenadille ou Dalbergia melanoxylon. Actuellement, l'ébène domine encore, mais les bois exotiques comme le cocobolo ou le bois de violette apportent de nouvelles sonorités et sensations aux hautboïstes. Certains facteurs ont même construit des hautbois en métal ou en altuglas (polyméthacrylate de méthyle) une sorte de plexiglas (Marigaux). Dernière évolution technologique, Buffet Crampon fabrique ses instruments de la gamme « Green Line » sur la base du matériau composite le plus moderne, breveté, constitué de 95 % de poudre d’ébène, 5 % de fibres de carbone et de résine époxy.

### Le modèle conservatoire
La perce, de 4 mm à la base du tube de l’anche passe à 16 mm à l’extrémité du corps du bas (soit sur 480 mm), puis s’évase à 38 mm à la base du pavillon (sur 110 mm).
Quelque 23 trous, masqués par un clétage complexe fabriqué en maillechort (alliage de cuivre, de nickel et de zinc), façonné le plus souvent à la main, ajusté, poncé, limé, soudé, argenté ou même aurifié, des ressorts plats ou en aiguille, des tringles pivotantes fixées sur une cinquantaine de boules vissées dans le bois, six plateaux/anneaux et une vingtaine de clés/spatules pour ouvrir et fermer ces trous… Tout ce mécanisme permet la centaine de doigtés de notes, de trilles et de sons multiples possibles sur un hautbois moderne.

### Modèle semi-automatique ou automatique
La clef d'octave est une clef permettant de jouer une note à l'octave supérieure. Un hautbois semi-automatique possède une seconde clef d'octave, à presser à la place de la première pour certaines notes (la à do) ; le terme « semi-automatique » désigne le fait que la pression sur la deuxième clef d'octave ferme la première clef d'octave, ce qui évite d'avoir à relâcher celle-ci et donc permet de gagner en dextérité. Un hautbois automatique ne possède pas la seconde clef d'octave, la pression sur la première suffit.
Le hautbois semi-automatique permet de jouer des harmoniques : en pressant la seconde clef d'octave, on joue la quinte de l'octave supérieure. Le hautbois automatique, quant à lui, ne permet pas de jouer d'harmonique puisqu'il n'a pas de seconde clef d'octave, mais permet de jouer en bisbigliando : il est possible de modifier les doigtés pour créer de légères variations de la même note alors qu'avec un hautbois semi-automatique, les variations de hauteur sont trop importantes.

### Modèle britannique«thumbplate»

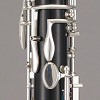
Plaque de pouce.

Le modèle le plus répandu au Royaume-Uni est appelé « pouce plat », en anglais « thumbplate » (littéralement « plaque de pouce », « plateau de pouce ») : le pouce gauche appuie sur une clef et le relâchement de cette clef est équivalent à utiliser son index droit : cela appuie sur la clef qui bouche le quatrième trou et lève deux tampons. Avec le système conservatoire, lorsque l'on fait un si  médium ou un do médium, on utilise son index droit ; avec le système pouce plat, les doigtés sont identiques respectivement à ceux du la et du si médiums, mais avec le pouce gauche levé.

### Modèle simplifié
Différents luthiers ont conçu des modèles simplifiés pour les débutants. Ils ont moins de clefs et une tessiture un peu réduite. Certains modèles ont une conception quasiment sans clef (comme avant le modèle conservatoire) avec une tessiture réduite à deux octaves (par exemple le modèle Tiery D de Fossati ou le hautbois d'initiation de Rigoutat).

### Le hautbois viennois
L'orchestre philharmonique de Vienne utilise un hautbois conçu au début du XXe siècle par Hermann Zuleger et demeuré sans changement notable jusqu'à présent. Il est caractérisé par une perce, un clétage et une anche particuliers qui lui donnent la couleur propre à cet orchestre. L'Akademiemodel est exclusivement utilisé à Vienne et diffère nettement du hautbois français employé partout ailleurs. Il n'est fabriqué que par de très rares facteurs comme Guntram Wolf ou Yamaha.

### Les familles actuelles

#### La famille moderne
- la musette (ou hautbois piccolo) en mi  ou en fa (tierce mineure ou quarte juste supérieure), pavillon conique ;
- le hautbois en ut, soprano, pavillon conique ;
- le hautbois d'amour en la (tierce mineure inférieure), mezzo-soprano, petit bocal courbé, pavillon piriforme ;
- le cor anglais en fa (quinte juste inférieure), alto, bocal courbé, pavillon piriforme ;
- le hautbois baryton (octave inférieure), appelé bass oboe en anglais, devrait s'appeler hautbois ténor ; bocal en forme de S, son pavillon piriforme est parfois dirigé vers le haut ;
- le heckelphone, même tessiture que le hautbois baryton, autre facture.

#### La famille baroque

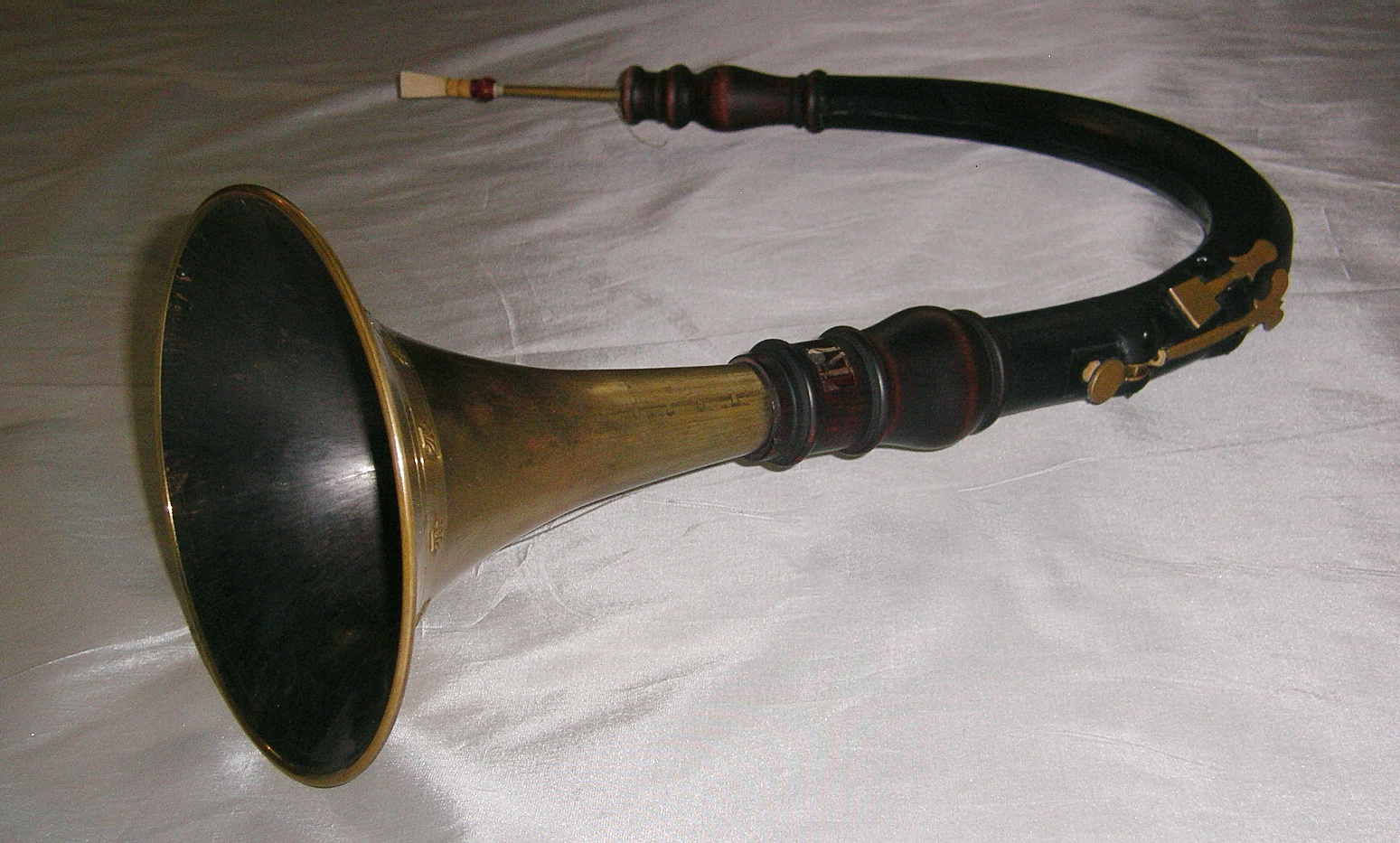
Hautbois da caccia.

- la musette de cour ;
- le hautbois baroque ;
- le hautbois d'amour baroque ;
- le hautbois da caccia…

#### La famille traditionnelle
Voir la liste dans la page Catégorie:Hautbois en bas de page.

### L'anche

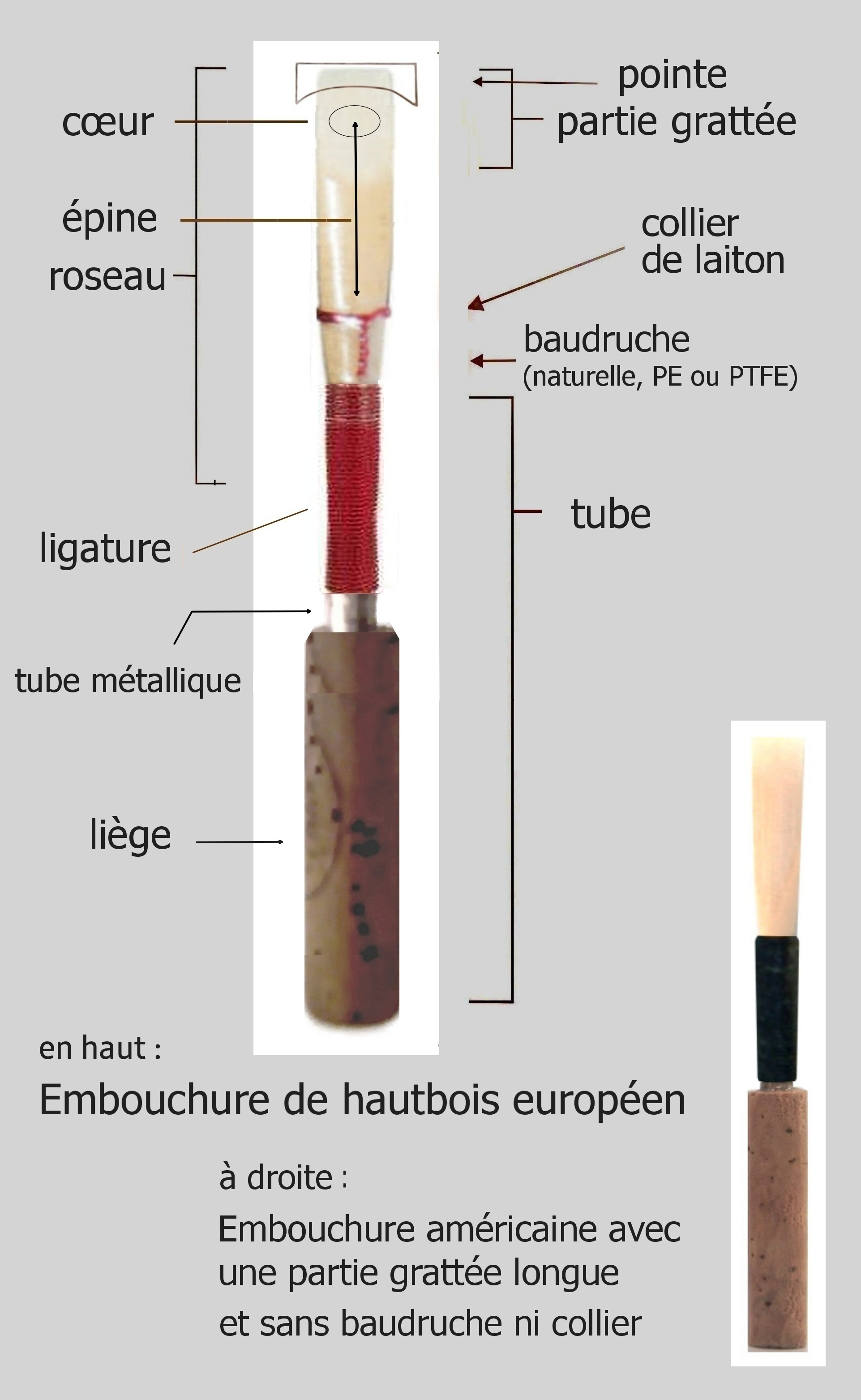
Anches de hautbois.

Une anche de hautbois est constituée de deux fines lamelles de roseau ligaturées sur un tube. C'est elle qui, sollicitée par le souffle, vibre et produit le son.
Le plus souvent fabriquées par les hautboïstes eux-mêmes, les anches doivent être adaptées au souffle (la vitesse et le volume d’air), à l’embouchure (forme des dents et des lèvres), à la pression de la mâchoire, à la température, à l’hygrométrie et même à la pression atmosphérique.
Le roseau, choisi pour ses fibres très fines et sa souplesse sans mollesse, est séché, coupé, fendu, gougé et taillé, plié pour être ligaturé sur un tube avec un fil de nylon. Commence alors l’opération délicate : le « grattage ». Après avoir séparé les deux lamelles, il faut effiler ou raboter finement l’extrémité à l’aide d’un couteau à anche ou d'un rasoir. Pour une bonne vibration, l’épaisseur et la forme de ce grattage doivent être précis. En France elle est communément grattée en U ou en W et montée à environ 7,4 cm.
Un bon entretien des anches est nécessaire pour leur assurer une longue durée de vie et éviter la prolifération des bactéries.

## Répertoire

### Musique baroque
L’œuvre la plus célèbre du répertoire pour hautbois baroque est probablement le Concerto en ré mineur d'Alessandro Marcello longtemps attribué à son frère Benedetto, dont Johann Sebastian Bach a réalisé une transcription pour clavier.
Si le hautbois baroque apparaît au milieu du XVIIe siècle — généralement date de sa première prestation dans un orchestre du ballet L’Amour malade de Jean-Baptiste Lully, en 1657 —, il faut attendre le début du siècle suivant pour voir réellement apparaître des œuvres composées spécifiquement pour le hautbois. Dans la musique française, beaucoup sont en réalité des œuvres pour un ou plusieurs instruments de « dessus » (instrument aigu : violon, flûte traversière ou à bec, hautbois, dessus de viole, etc.) et la basse continue, comme les Concerts royaux et Goûts réunis de François Couperin.
Pierre Danican Philidor compose et fait publier trois livres de pièces dont chacun est en deux parties : d’abord des suites à deux flûtes, puis des suites à un instrument de dessus et basse continue. L’ordre des mots dans le titre invite à penser que les suites pour dessus et basse ont été pensées pour le hautbois. En effet, les premières suites (deux ou trois, selon les livres) sont indiquées « à deux flûtes traversières seules », tandis que les dernières (également deux ou trois, selon les livres) sont « dessus et basse, pour les hautbois, flûtes, violons, etc. » À titre de comparaison, dans les titres de livres de Jacques Hotteterre, la flûte est toujours indiquée en premier. Cette disposition invite à penser que ceux de Pierre Danican Philidor ont été conçus pour le hautbois.
Joseph Bodin de Boismortier composera également spécifiquement pour le hautbois. Signalons enfin qu’une sonate d’Antoine Dornel, en sol majeur (dans les Concerts de symphonies, IIIe livre), est indiquée « pour le hautbois avec la basse », sans alternative instrumentale.
Le répertoire pour hautbois va beaucoup se développer en Italie — où Antonio Vivaldi composera plusieurs concertos pour un ou deux hautbois, et pour hautbois et basson —, mais surtout dans l’aire germanique. Ainsi, les deux ou trois sonates pour hautbois du même Vivaldi — RV 53 en do mineur, RV 28 en sol mineur et RV 34 en si bémol majeur, dont l’attribution au hautbois est moins nette — semblent avoir été composées à Dresde.
Parmi les compositeurs qui ont beaucoup écrit pour le hautbois, il faut signaler Georg Philipp Telemann, compositeur de nombreuses sonates pour hautbois et basse continue, de concertos, d’une sonate pour hautbois et clavecin obligé, de sonates en trio, etc. Johann Sebastian Bach avait écrit un concerto pour hautbois et un concerto pour hautbois d’amour. Tous deux nous sont parvenus dans des versions remaniées ultérieurement par Bach pour clavecin et orchestre. À partir de ces versions, des reconstitutions des deux concertos originels — concerto pour hautbois en fa majeur, concerto pour hautbois d’amour en la majeur — ont été proposées et enregistrées. De nombreux solos de hautbois se trouvent également dans les passages instrumentaux (introductions ou sinfonie, par exemple dans la BWV 12) et dans les arias des cantates et des Passions.
L’Angleterre a également prisé le hautbois. Outre les trois sonates et quelques solos dans des airs d’opéras et d’oratorios de Georg Friedrich Händel, plusieurs compositeurs, comme Thomas Vincent, William Babell et Filippo Prover, feront publier des recueils de sonates pour hautbois et basse. L’Italie, déjà évoquée, n’est pas en reste, avec les œuvres de Vivaldi, mais aussi Tomaso Albinoni, Alessandro Marcello, Giuseppe Sammartini, etc.

### Musique classique
Si Jean-Sébastien Bach est le champion de la musique baroque pour l'instrument, Wolfgang Amadeus Mozart est le phénix de la période classique. Outre le Concerto en ut (qu'il réécrira pour la flûte traversière), le Quatuor en fa avec trio à cordes, tous les passages remarquables dans les opéras, symphonies et œuvres religieuses, il faut noter sa musique de chambre pour ensemble à vent où le hautbois tient un rôle prépondérant, les six sextuors pour deux hautbois, deux cors et deux bassons ou les deux sérénades pour deux hautbois, deux clarinettes, deux cors et deux bassons par exemple.
Le Concerto en ut qui lui est attribué n'est pas de Joseph Haydn (probablement d'un de ses élèves), mais ses cinq concertos pour deux lyres ont été adaptés pour flûte et hautbois. Salieri en composa un pour la même formation.
Le Concerto en ut mineur de Domenico Cimarosa rendu célèbre par Pierre Pierlot est un arrangement réussi d'œuvres pour clavecin.
Ayant entendu en décembre 1793 un trio pour deux hautbois et cor anglais du hautboïste-compositeur Jan Nepomuk Vent (ou Wenth) (1745-1801), le jeune Ludwig van Beethoven composa deux œuvres pour cette formation : les Variations sur « La ci darem la mano » de Mozart et le Trio en ut majeur op. 87. Seules des ébauches de son Concerto en fa majeur pour hautbois et orchestre ont été retrouvées, mais il montre à de multiples reprises son attachement à l'instrument comme dans sa symphonie no 3 dans le deuxième mouvement à partir de la 9e mesure ou dans la symphonie no 6 dans le troisième mouvement à partir de la 91e mesure. À citer également, le solo poignant dans le 1er mouvement de la symphonie no 5 à partir de la 268e mesure.
La Grande Symphonie de Franz Schubert est un véritable concerto pour hautbois : dans le deuxième mouvement, après le solo des cordes graves, il annonce l'un des thèmes principaux qui revient à plusieurs reprises.

### Musique duXIXesiècle
L'originalité du Concertino de Carl Maria von Weber est d'être écrit pour hautbois et petit orchestre d'harmonie, montrant l'intérêt souvent méconnu des compositeurs de cette époque pour cette formation. L'Introduction, thème et variations op. 102 de Johann Nepomuk Hummel a été composé vers 1825 à Weimar. Le guitariste Napoléon Coste, outre une Fantaisie de concert pour deux hautbois op. 35, composa quelques œuvres pour hautbois et guitare pour lui et son ami Charles-Louis Triébert, dont la Cavatine op. 37.
- Vincenzo Bellini, Concerto
- Gaetano Donizetti, Concertino pour cor anglais
- Robert Schumann, Trois romances pour hautbois et piano
- Richard Wagner, Tristan et Iseult (début de l'acte III, cor anglais)
- Hector Berlioz, Symphonie fantastique (troisième mouvement : dialogue pastoral du Ranz des vaches avec le cor anglais, qui est le premier à jouer)
- Piotr Ilitch Tchaïkovski, Symphonie no 1 : deuxième mouvement, la lente mélopée du hautbois dessine le paysage hivernal, désolé et brumeux (titre du mouvement). Symphonie no 4 : deuxième mouvement, long solo à partir du début du mouvement. Et également, c'est le hautbois qui joue le thème de la lente « scène » bien connue de son ballet Le Lac des cygnes
- Johannes Brahms, Concerto pour violon, deuxième mouvement, adagio en fa majeur, le hautbois expose le thème repris par le soliste ; et aussi, dans le deuxième mouvement de la Symphonie no 1 en ut mineur, op. 68.

### Musique duXXesiècle
- William Alwyn, Concerto
- Malcolm Arnold, Concerto pour hautbois et cordes op. 39 (1952)
- Benjamin Britten, Six métamorphoses d'après Ovide
- Luciano Berio, Sequenza VII, Chemin IV
- Edwin Carr, Concerto
- Antal Doráti, Cinq pièces pour le hautbois (1981)
- Henri Dutilleux, Sonate (1947)
- Jean Françaix, L'Horloge de Flore (1959)
- Eugène Goossens, Concerto pour hautbois op. 45 (1927)
- Paul Hindemith, Sonate pour hautbois et piano (1938)
- Jacques Ibert, Symphonie concertante
- Gordon Jacob
- Kenneth Leighton
- Bruno Maderna, Concertos nos 1, 2 et 3
- Bohuslav Martinů, Concerto
- Peter Mieg, Concerto pour hautbois et orchestre (1957)
- Darius Milhaud, Le Bœuf sur le toit (plusieurs solos de hautbois dans les couplets)
- Carl Nielsen, Deux pièces de fantaisie
- Francis Poulenc, Sonate
- Maurice Ravel, Le Tombeau de Couperin dans le prélude, le menuet et le rigaudon ; Boléro (solo de hautbois d'amour) ; Ma Mère l'Oye dans Petit Poucet (solo de hautbois, puis de cor anglais, les deux rejouant leur thème à plusieurs reprises) ; Laideronnette
- Nino Rota, Elegia pour hautbois et piano (1955)
- Alan Rawsthorne, Concerto pour hautbois et orchestre (1947)
- Camille Saint-Saëns, Sonate pour hautbois et piano op. 166
- Richard Strauss, Concerto
- Tôn-Thât Tiêt, Cinq pièces pour hautbois et piano (1965) ; Tu dai canh pour flûte, hautbois, clarinette, basson, piano (1968)
- Ralph Vaughan Williams, Concerto
- John Woolrich, Concerto

### Musique duXXIesiècle
- Paul Patterson, Phoenix Concerto, op. 102 (2009)
- Bruno Giner, Trois silences déchirés (in memoriam Pavel Haas) pour hautbois solo (2013)
- Óscar Navarro, Legacy, concerto pour hautbois et orchestre symphonique ou orchestre d'harmonie (2015)
- John Williams, Concerto pour hautbois (2010-2011)

### Musique symphonique
Le pupitre de hautbois est constitué des instruments de la famille moderne, en nombre plus ou moins important selon les œuvres. Les parties de cor anglais ou de hautbois d'amour sont jouées par l'un des hautboïstes. La musette (hautbois piccolo) fait parfois son apparition (Concerto n° 2 de Bruno Maderna).
Traditionnellement, le hautbois donne le la à l'orchestre pour accorder les instruments,. Cela s'explique par la richesse du timbre du hautbois en harmoniques de tous rangs dans le spectre audible, qui fournit de nombreux repères facilitant l'accord des autres instruments. Cela s'explique aussi par les possibilités très restreintes d'accord du hautbois. Lorsqu'il y a un piano, c'est celui-ci qui donne le la en premier car cet instrument ne peut pas être accordé en peu de temps.

### La musique de chambre
Tous les types de formation sont autorisés, du duo à l'orchestre de chambre, en passant par le quintette et le nonette, en ensembles exclusivement à vent ou en ensembles mixtes.

### Musique de film
Le hautbois et le cor anglais sont fréquemment utilisés dans les musiques de film, pour leur timbre particulièrement évocateur.
Quelques exemples : 
- le hautbois joue le thème principal du morceau Across the Stars de la bande originale du film Star Wars, épisode II : L'Attaque des clones (2002) composée par John Williams ;
- John Williams l'utilise aussi dans la bande originale du film Harry Potter et le Prisonnier d'Azkaban (2004) pour le début du morceau Aunt Marge's Waltz ;
- Ennio Morricone utilise le hautbois pour un thème émouvant, Gabriel's Oboe, dans la bande originale du film de Roland Joffé Mission (1986) ;
- le hautbois est l'instrument principal de la musique du film Les Choristes (2004) composée par Bruno Coulais, récompensée par un César et une Victoire de la musique en 2005.

### Chanson populaire
Dans la chanson française des années 1950 à 1970, où l'instrumentarium de l'orchestre symphonique domine, le hautbois est aussi employé pour son timbre évocateur. Par exemple :
- dans les chansons Ne me quitte pas (1959) ou Les Marquises (1977), de Jacques Brel ;
- dans la chanson La Montagne (1964), de Jean Ferrat ;
- dans les chansons Les Amants tristes (1974), La Mort des loups, Requiem (1976) ou Les Musiciens (1979), de Léo Ferré.

On trouve également du hautbois dans les chansons I Got You Babe de Sonny & Cher (1965), Twist in My Sobriety de Tanita Tikaram (1988) et dans le morceau Just Alone du groupe Rage (album XIII, 1998).

### Générique de télévision
- Michel Colombier l'utilisera dans le thème « Emmanuel » qui servit longtemps de générique de fin aux programmes d'Antenne 2 [18]inspiré de l'adagio du concerto pour hautbois en ré mineur d'Alessandro Marcello.

### Jazz
Le hautbois est un instrument encore rare en jazz, certains artistes en jouent, développant ainsi son entrée dans les musiques improvisées :
- Yusef Lateef l’utilise parfois, comme dans Trouble In Mind par The Cannonball Adderley Sextet (Tokyo 1963) ;
- Paul Mac Candless l'a utilisé au sein du groupe Oregon ;
- Carla Bley l'a utilisé fréquemment dans ses compositions ;
- Jean-Luc Fillon a fait du hautbois l’un de ses instruments de prédilection en développant depuis 1996 une série de créations visant à révéler le lyrisme de cet instrument dans les musiques improvisées. Il fait ainsi figure de pionnier du hautbois jazz ;
- Karl Jenkins l'utilise au sein du groupe Soft Machine ;
- Camille De Carvalho l'a utilisé, ainsi que le cor anglais, au sein du groupe We Hate You Too.

## Hautboïstes et enseignement
L'enseignement du hautbois est dispensé par des musiciens qui partagent leur temps entre leur activité de concertiste, chambriste ou musicien d'orchestre, et celle de pédagogue au sein des centres d'enseignement spécialisé de la musique, fonction nécessaire à la formation des futures générations.
Voici une courte liste de quelques hautboïstes connus des XXe et XXIe siècles :
- Maurice Bourgue, France
- Heinz Holliger, Suisse
- Francois Leleux, France
- Pierre Pierlot, France
- Guillaume Guidé, Belgique
- Hélène Devilleneuve
- Sébastien Giot
- Céline Moinet
- Jean-Claude Malgoire
- David Walter
- Albrecht Mayer

## Sonorité

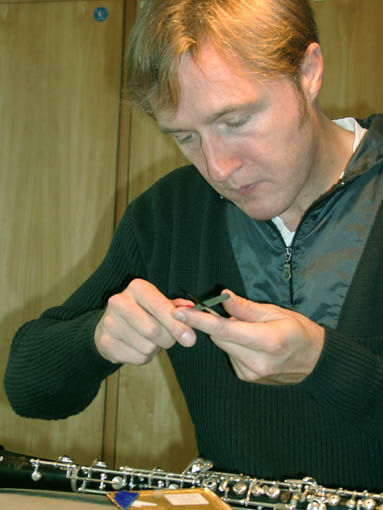
Albrecht Mayer

En comparaison avec d'autres instruments à vent modernes, le hautbois est souvent décrit comme ayant une sonorité « éclatante et pénétrante »,. The Sprightly Companion, un livre d'instructions publié par Henry Playford en 1695, décrit le hautbois comme « majestueux et imposant, et peu inférieur à la trompette ». Dans la pièce Angels in America, le son est décrit comme « celui d'un canard si le canard était un oiseau chanteur ». Selon Hector Berlioz (Traité d'instrumentation), le hautbois est « un instrument mélodique ; il a un caractère agreste, plein de tendresse, […] de timidité ». La richesse du timbre provient de sa perce conique (par opposition à la perce généralement cylindrique des flûtes et des clarinettes). Par conséquent, les hautbois sont plus faciles à entendre que les autres instruments dans les grands ensembles en raison de leur son pénétrant. La note la plus aiguë est un demi-ton plus bas que la note nominalement la plus aiguë de la clarinette en si bémol. La clarinette ayant une tessiture plus large, la note la plus grave de la clarinette en si bémol est significativement plus profonde (une sixte mineure) que la note la plus grave du hautbois.

#### Histoire du hautbois
- François Fleurot, Le Hautbois dans la musique Française 1650 - 1800, Éditions Picard, 2000
- (en) Bruce Haynes, The Eloquent Oboe : A History of the Hautboy from 1640 to 1760, Oxford University Press, coll. « Early Music Series », août 2001, 558 p. (présentation en ligne)